# Daniel Ek
Daniel Georg Ek (Stoccolma, 21 febbraio 1983) è un imprenditore svedese, noto per essere il cofondatore e CEO del servizio di streaming musicale Spotify.

## Biografia
La prima incursione nel mondo del business di Daniel Ek è iniziata a soli 13 anni quando egli ha avviato un'attività commerciale creando siti Web per i clienti da casa sua. Per espandere il business, Ek ha reclutato studenti della sua classe per lavorare sui siti web del laboratorio informatico della scuola, corrompendoli con videogiochi. Riuscì a guadagnare circa 50.000 dollari al mese. I genitori di Ek iniziarono a notare i suoi guadagni quando iniziò a portare a casa televisori di grandi dimensioni.
Ek ha successivamente ricoperto un ruolo di rilievo nella società di e-commerce Tradera, acquisita da Ebay nel 2006. Ek è stato anche CTO del gioco basato su browser e della comunità della moda Stardoll. In seguito ha fondato un'altra azienda, Advertigo, una società di pubblicità online. Advertigo è stata venduta a TradeDoubler nel 2006. Dopo aver venduto Advertigo, Ek divenne brevemente CEO di μTorrent, collaborando con il fondatore Ludvig Strigeus . Il sodalizio finì quando μTorrent fu venduto a BitTorrent il 7 dicembre 2006. Strigeus si unì successivamente a Ek come sviluppatore di Spotify.
La vendita di Advertigo e il suo precedente lavoro fecero sì che Ek fosse abbastanza ricco da decidere di ritirarsi. Tuttavia, dopo alcuni mesi Ek si rese conto che il denaro era privo di significato senza un progetto di cui fosse appassionato.
Ek ebbe l'idea per Spotify per la prima volta nel 2002, quando il servizio di musica peer-to-peer Napster chiuse e un altro sito illegale, Kazaa, prese il sopravvento. Ek ha detto che "si è reso conto che non si può mai legiferare con la pirateria: le leggi possono sicuramente aiutare, ma non toglie il problema, l'unico modo per risolvere il problema era creare un servizio migliore della pirateria e che ricompensasse l'industria musicale - che ci ha dato Spotify. "
Ek ha lanciato Spotify AB con Martin Lorentzon a Stoccolma, in Svezia nel 2006. Lorentzon aveva precedentemente lavorato per TradeDoubler, che aveva acquisito la precedente società di Ek, Advertigo. Nell'ottobre 2008, la società ha lanciato il servizio di streaming musicale legale Spotify. Inizialmente, Spotify ha funzionato su un modello di distribuzione peer-to-peer, simile a μTorrent, ma è passato a un modello client-server nel 2014. Daniel Ek è attualmente CEO di Spotify. Nell'ottobre 2015, il cofondatore di Spotify Martin Lorentzon ha annunciato che si sarebbe dimesso dal ruolo di Chairman ed Ek avrebbe assunto il ruolo attuale di CEO. A giugno 2017, Spotify ha 140 milioni di utenti attivi e ha raccolto oltre 2,5 miliardi in finanziamenti di venture capital.

## Posizioni politiche
Nel 2016 Ek e l'altro co-fondatore di Spotify Martin Lorentzon, hanno scritto una lettera aperta sulla piattaforma di blogging Medium al governo svedese, affermando che se alcune modifiche alla legislazione svedese in materia di alloggi, tassazione e istruzione non verranno fatte, Spotify sarà costretta a delocalizzare dal paese. Più in particolare, Ek sostiene che le elevate tasse in Svezia sulle stock options rendono difficile incentivare i programmatori a lavorare in startup quando le start-up hanno difficoltà a competere con le aziende più grandi con lo stipendio. Inoltre, Ek sostiene che la politica di permessi svedesi è eccessivamente restrittiva limitando la fornitura di alloggi a prezzi accessibili.

## Controversie
Ek, con la sua società di investimenti Prima Materia, ha finanziato Helsing, società tedesca specializzata nella produzione di droni da combattimento basati sull’intelligenza artificiale. La scelta — pur non essendo direttamente legata alle attività di Spotify — ha generato polemiche nella comunità artistica. Casi piccoli e isolati, ma molto visibili e discussi sui media.

## Vita privata
Nel 2016 Ek ha sposato Sofia Levander, sua compagna di vecchia data, sul Lago di Como. Al matrimonio fu invitato ad esibirsi Bruno Mars e furono presenti numerosi ospiti, tra cui Mark Zuckerberg e Chris Rock. Ek e sua moglie hanno due figli.
Nel 2016 Daniel Ek possedeva circa 825 milioni di dollari, mentre Spotify veniva valutata 8 miliardi.